# Wallace (Luisiana)
Wallace es un lugar designado por el censo ubicado en la parroquia de St. John the Baptist en el estado estadounidense de Luisiana. En el Censo de 2010 tenía una población de 671 habitantes y una densidad poblacional de 34,22 personas por km².

## Geografía
Wallace se encuentra ubicado en las coordenadas 30°1′28″N 90°39′34″O / 30.02444, -90.65944. Según la Oficina del Censo de los Estados Unidos, Wallace tiene una superficie total de 19.61 km², de la cual 16.73 km² corresponden a tierra firme y (14.69%) 2.88 km² es agua.

## Demografía
Según el censo de 2010, había 671 personas residiendo en Wallace. La densidad de población era de 34,22 hab./km². De los 671 habitantes, Wallace estaba compuesto por el 7.15% blancos, el 90.76% eran afroamericanos, el 0.6% eran amerindios, el 0% eran asiáticos, el 0% eran isleños del Pacífico, el 0.6% eran de otras razas y el 0.89% pertenecían a dos o más razas. Del total de la población el 1.49% eran hispanos o latinos de cualquier raza.